# Jardín botánico de Ufá
Jardín Botánico de Ufá (en ruso : Уфимский ботанический сад), es un jardín botánico, invernadero, arboreto e instituto de investigación con más de 23 hectáreas de extensión, que forma parte de la rama de Los Urales de la Academia Rusa de Ciencias. Se ubica en Ufá la capital de República de Bashkortostán en Rusia. 
Es miembro del BGCI, y presenta trabajos para la Agenda Internacional para la Conservación en los Jardines Botánicos.
El código de identificación internacional del Jardín Botánico de Ufá como miembro del "Botanic Gardens Conservation Internacional" (BGCI), así como las siglas de su herbario es UFA.

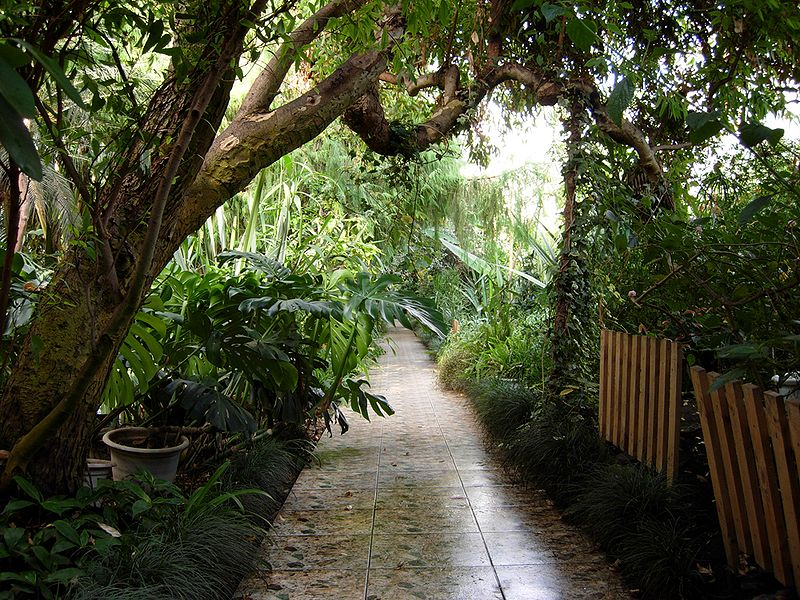
Interior del invernadero del jardín botánico de Ufá

## Localización
Уфимский ботанический сад -Jardín Botánico de Ufá Bashkir Branch of Academy of Sciences, Calle Polarnaja 8, 450080 Уфа-Ufá, Республика Башкортостан-Baskortostán, Российская Федерация-Federación Rusa.
Planos y vistas satelitales.54°44′7.8″N 55°59′30.84″E / 54.735500, 55.9919000
Está abierto en los meses cálidos del año.

## Historia
El Jardín Botánico fue fundado en 1932, por el Instituto de Investigación Científica Bashkir de la reconstrucción socialista de la agricultura y se encontraba originalmente en las inmediaciones de la estación de Dema con una extensión de 0,5 hectáreas. 
En 1934 trasladado a la zona de la aldea Sipaylovo. En el año 1939 el Jardín Botánico fue transferido a la comisión ejecutiva de la Ufá y trasladado a la aldea de la zona de Novikovka (ahora Micro bosque verde) en el área asignada de 117 hectáreas, de las que se cultivan prácticamente 19 hectáreas, que constituyen la mayor parte del terreno moderno actual. 
En 1945 transformado en un jardín botánico Bashkir de valores republicanos. 
En el año 1952 se registra en la Academia de Ciencias de la URSS del Instituto de Biología, Rama de Bashkir (el área aumentó a 23 hectáreas) en 1957 incluido el Instituto de Biología, Bashkir Rama de la URSS (más tarde , el Centro Científico Bashkir de la URSS, Rama de Los Urales ). 
En el año 1991 fue transformado en una institución independiente - el Jardín Botánico, Instituto, y Centro de Investigación de Ufá.

## Colecciones
Entre sus colecciones son de destacar:
- Laboratorio de introducción y selección de plantas de flores
- Colección de plantas herbáceas ornamentales perennes (245 especies y variedades, incluyendo más de 70 variedades de peonía, unas 40 variedades de Hemerocallis, 16 variedades de Dhalias , 12 variedades de narcisos, 10 variedades de Hostas, unas 60 especies de plantas de cubre suelos)
- Colección de plantas ornamentales anuales (189 taxones de 33 familias, incluyendo 50 variedades de Aster Chino )
- Colección de iris (137 especies y variedades, incluyendo 102 variedades de iris de jardín, 8 variedades de iris siberiano, 3 variedades de iris bajo )
- Colección de Allium (35 especies)
- El invernadero de los bosques tropicales y subtropicales alberga unas 612 especies, formas y variedades de plantas subtropicales y tropicales.
- Colección de especies de plantas raras y en peligro de extinción del sur de los Urales (alrededor de 100 especies de plantas raras, incluyendo 2 especies incluidas en el Libro Rojo de la URSS, 44 especies en el "Libro Rojo del BASSR", el resto una serie de especies en declive, incluyendo 9 de plantas reliquia y 14 endémicas)
- Exhibición del sistema filogenético de las plantas (dos clases, 9 divisiones, 41 familias y 88 especies de plantas)
- Muestra de las plantas medicinales de la zona (143 especies)
- Exposición continua de hierbas perennes de floración (108 especies y variedades)
- Vivero de introducción de gramíneas ornamentales (54 especies y variedades)
- Parcela de cultivos forrajeros tradicionales (25 especies y variedades)
- Laboratorio de Dendrología y Mejora Forestal
- Coníferas (65 taxones)
- Frutitsetum (50 taxones)
- Colección de plantas de nuez (8 taxones)
- Colección de abedules (7 taxones)
- Colección de espinos y serbales (70 taxones)
- Colección de arces (9 taxones)
- Colección de madreselvas (16 taxones)
- Siringas (78 taxones)
- Arboretum (96 taxones)
- Colección de árboles escaladores (33 taxones)
- Colección de álamos (17 taxones)
- Colección de sauces (43 taxones)
- Jardín de árboles frutales (más de 20 variedades)
- Huerto de manzanos (23 variedades)
- Laboratorio de la morfogénesis y micropropagación de especies vegetales raras, y en peligro de extinción.
- Laboratorio de Genética Forestal

## Otros
- Topiaria
- Producción razvodochnaya de efecto invernadero
- Lechos florales
- Escuela de oficinas y centros de producción
- Las parcelas experimentales

Detalles del jardín botánico de Ufa
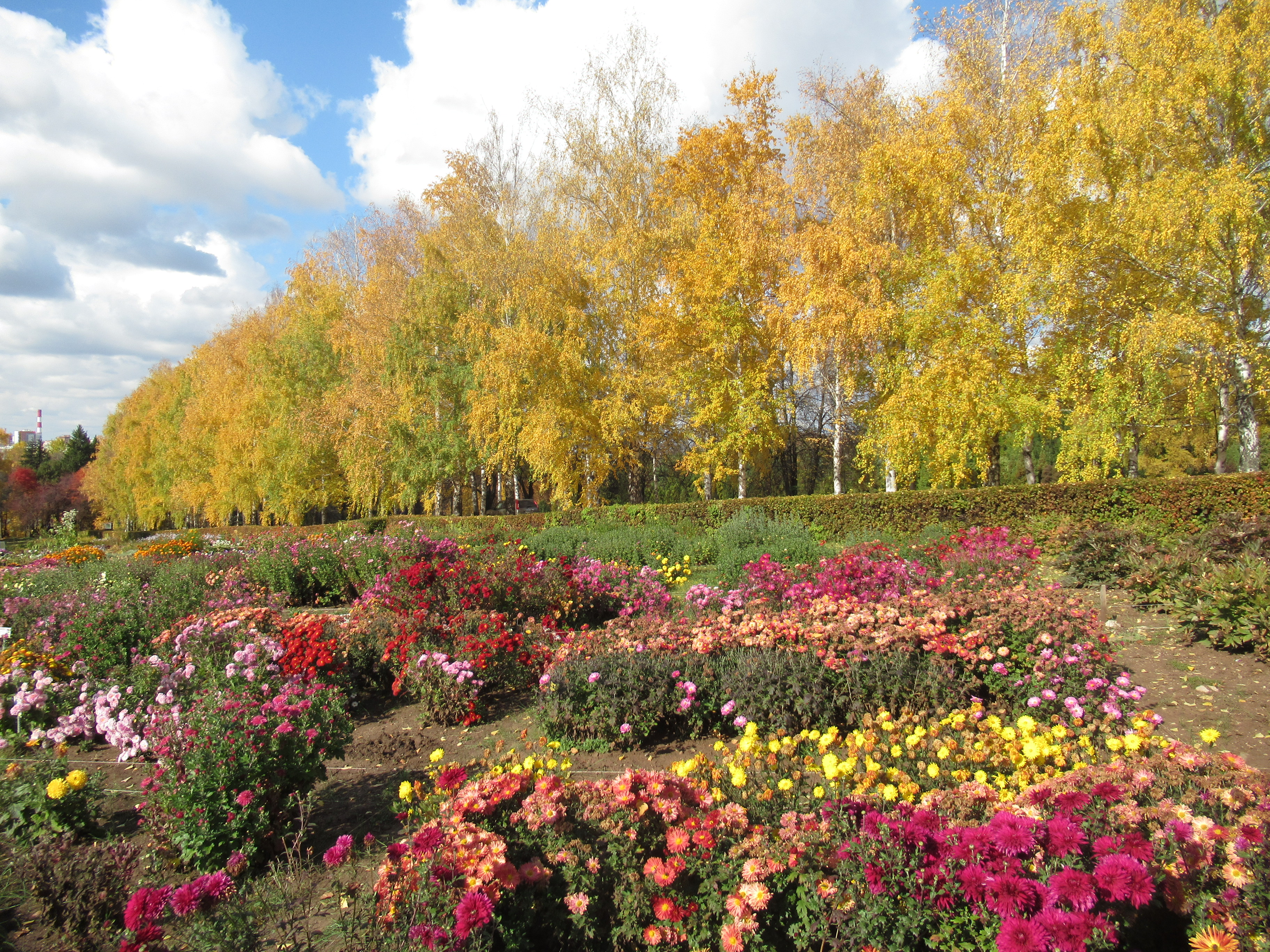
Colección de Chrysanthemum en_Ufa.
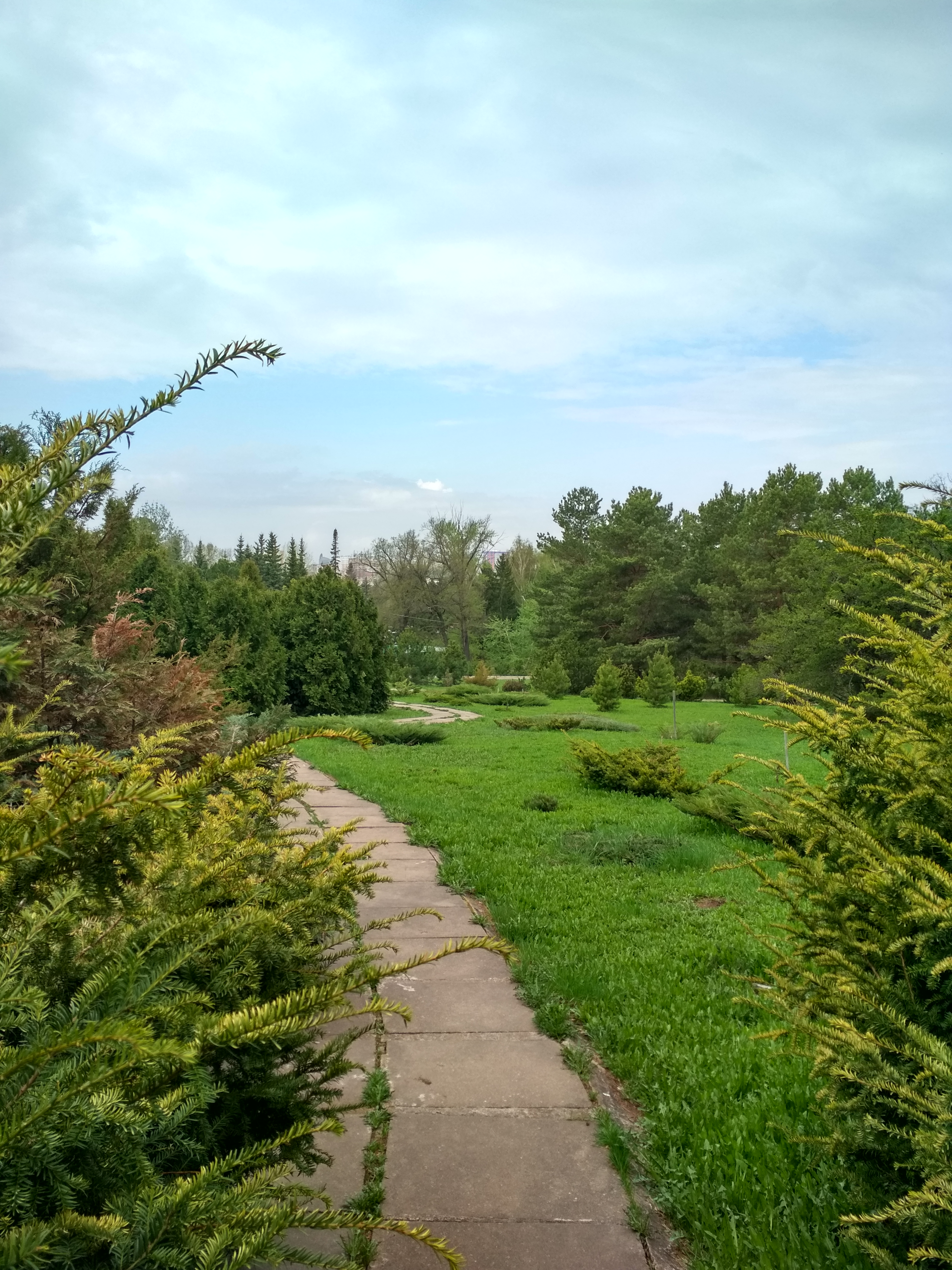
Colección de coníferas

## Actividades
El Instituto Jardín Botánico, el Centro Científico Ufa RAS, es una institución académica en investigación pública en Ufá. Comprometido en la investigación científica aplicada y básica en el campo de la genética, introducción, aclimatación y conservación de las plantas, así como actividades científicas y educativas. 
Líneas de investigación: 
- El desarrollo de la introducción científica y aclimatación de plantas en los Urales y Bashkortostán.
- La preservación y el estudio de la reserva genética de los recursos naturales y culturales de la flora sobre la base de las colecciones de estar.
- Estudio, conservación y reproducción de especies de plantas raras y en peligro.
- Reproducción variedades de árboles ornamentales y frutales resistentes.
- El análisis de la población y estructura genética y microevolución de especies de árboles forestales, incluso en relación con los impactos antropogénicos.
- Formas de cultivos de mejora de plantas de árboles forestales en la población base.
- El desarrollo de métodos de propagación vegetativa y la tecnología de micropropagación clonal de plantas valiosas y económicamente poco comunes.